# Club Social Pumahuasi
El Club Social PumaHuasi es un club de fútbol del Perú de la Distrito de Coporaque, en el departamento de Cuzco. Fue fundado en 1934 desde entonces participa en la Copa Perú.

## Uniforme
- Uniforme titular:

Camiseta:Blanco con Verde oscuro.
Shorts:Verde Oscuro.
Calcetas:Verde oscuro.

## Estadio
es un escenario con que cuenta pasto sembrado, donde juega el Pumahuasi. 

## Palmarés

### Torneos regionales
- Liga Departamental de Cuzco (0):.
- Liga Provincial de Espinar: .
- Liga Distrital de Coporaque:.